# Németh Zsolt (politikus, 1984)
Németh Zsolt (Pécs, 1984. december 14.), magyar politikus, országgyűlési képviselő

## Élete
A pécsi Zipernowsky Károly Műszaki Szakközépiskola informatikai szakmacsoportjában érettségizett. Jelenleg a Pécsi Tudományegyetem BTK történelem szakán végzi tanulmányait. Szakterülete a 20. század második felének geopolitikája és geostratégiája. Angolul, németül, arabul, latinul, görögül beszél. 2006-tól 2008-ig a Pécsi Tudományegyetem Ókortörténeti és Régészeti Tanszék demonstrátora. Ugyancsak 2006-tól egy évig mérnök asszisztensként dolgozott az azóta bezárt Elcoteq üzemében.

### Politikai pályafutása
2007-ben lépett be a Jobbikba. 2008 - ban az akkor újra megalakult pécsi szervezet elnökévé választották, amely tisztséget azóta is betölt. 2009 elején a Baranya megyei választmány választotta elnökének. 2009 tavaszán helyi kampányfőnökként és szervezőként vett részt pártja életében. Kampányfőnöksége idején került sor Pécsett a 2009-es polgármester - választással párhuzamosan egy időközi önkormányzati választásra, ahol Fogarasi Gábor jobbikos képviselőjelölt  10,1%-ot ért el. Ugyanebben az évben az az európai parlamenti választáson a Jobbik képviselőjelöltje és megyei kampányfőnöke.
A 2010-es magyarországi országgyűlési választásokon a Jobbik egyéni képviselőjelöltje és szintén megyei kampányfőnöke. A voksoláson végül a Baranya megyei területi listáról szerez mandátumot. Az Országgyűlésben először a Honvédelmi és rendészeti bizottság majd a Külügyi bizottság tagja. A Jobbik frakció delegáltjaként vesz részt a bécsi székhelyű EBESZ Parlamenti Közgyűlés munkájában. Tagja a Magyar - Perzsa, a Magyar - Albán, a Magyar - Maghreb és Masrek országok, a Magyar - Marokkói, a Magyar - Orosz, a Magyar - Szaúd-Arábiai és a Magyar - Török IPU baráti tagozatoknak, illetve alelnöke a Magyar - Egyiptominak.
A 2014-es magyarországi országgyűlési választáson a Baranya megyei 1 számú egyéni választókerületében indult, és harmadik helyen végzett, 16,53 százalékot kapott, ezzel nem jutott be a parlamentbe.